# Милошевич, Неманья (футболист)
Неманя Милошевич (серб. Немања Милошевић; 18 августа 1996, Лесковац, Союзная Республика Югославия) — сербский футболист, полузащитник клуба «Ягодина».

## Карьера
Милошевич начал заниматься футболом в команде «Слога» из его родного города, Лесковаца. Затем Неманя перешёл в юношескую команду «Ягодины».
16 мая 2015 года полузащитник провёл первую игру за основной состав сербского клуба.
В сезоне 2015/16 Милошевич принял участие в восьми матчах чемпионата, параллельно выступая за фарм-клуб «Ягодины», «Табане Трговацки».